# Гаврилково (Родниковский район)
Гаврилково — деревня в Родниковском районе Ивановской области. Входит в состав Филисовского сельского поселения.

## География
Находится в центральной части Ивановской области на расстоянии приблизительно 7 км на север-северо-восток по прямой от районного центра города Родники.

## История
В 1872 году здесь (тогда деревня Нерехтского уезда Костромской губернии) было учтено 15 дворов, в 1907 году — 48.

## Население
Постоянное население составляло 100 человек (1872 год), 234 (1897), 222 (1907), 0 в 2002 году, 2 в 2010.